# 哈羅德·華盛頓圖書館
哈羅德·華盛頓圖書館（Harold Washington Library）是芝加哥公共圖書館的核心圖書館，位於芝加哥市中心環線的南側，建築辦公部分面積達756,000平方英尺（70,200平方），總面積達972,000平方英尺（90,300平方）。圖書館得名於第51任芝加哥市長哈羅德·華盛頓。 

## 外部連結
- Harold Washington Library webpage （页面存档备份，存于）
- Chicago Public Library system homepage （页面存档备份，存于）